# 瓊礁

ユニオン堆

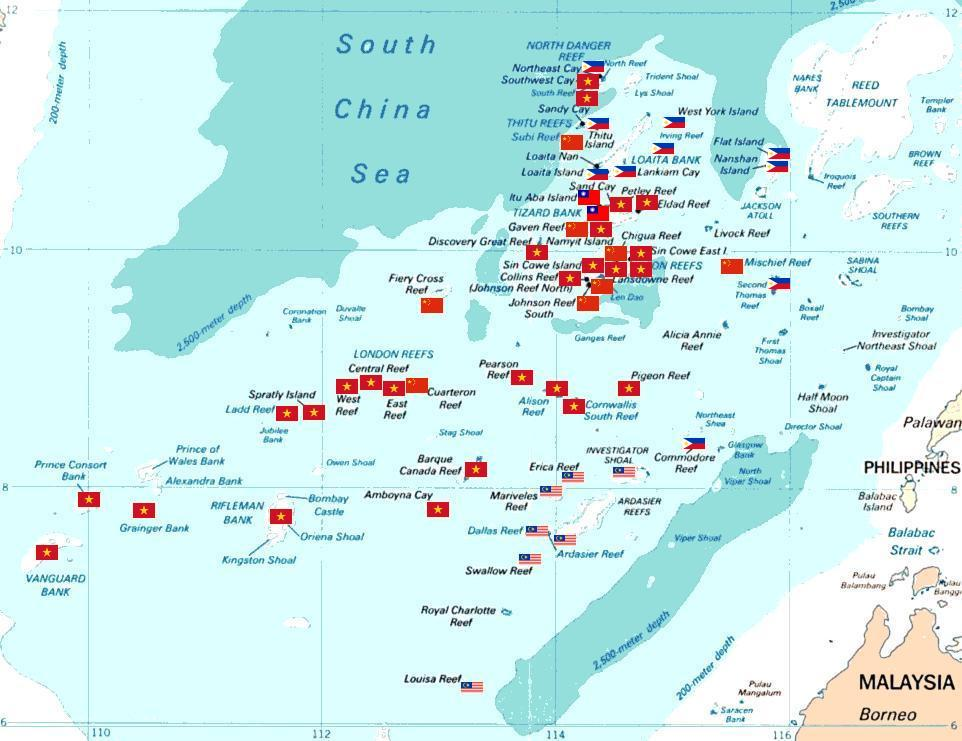
南沙諸島における南シナ海周辺諸国の実効支配状況

瓊礁（中国名。英語：Lansdowne Reef、ベトナム語：Đá Len Đao / 𥒥縺刀）は、南沙諸島のユニオン堆（英語：Union Banks、中国語: 九章群礁）と呼ばれる堆の南西端に位置する暗礁である。屈原礁（中国名）から北東に1.6カイリ離れている。
1988年からベトナムがこの暗礁を実効支配している。一方、中華人民共和国、中華民国（台湾）、フィリピンも主権を主張している。
中国語名の瓊礁は、海南島の漁民がそこでよく作業しているから、海南島の別称である「瓊」と名づけられたとされる。